# Trigonostemon birmanicus
Trigonostemon birmanicus är en törelväxtart som beskrevs av Tapas Chakrabarty och Nambiyath Puthansurayil Balakrishnan. Trigonostemon birmanicus ingår i släktet Trigonostemon och familjen törelväxter.
Artens utbredningsområde är Burma. Inga underarter finns listade i Catalogue of Life.